# 미안해 Fingers crossed
〈미안해 Fingers crossed〉(ごめんねFingers crossed 고멘네핑거즈크로시드[*])은 일본의 여성 아이돌 그룹 노기자카46의 27번째 싱글이다. 2021년 6월 9일에 N46Div.를 통해 발매되었다. 센터는 에토 사쿠라가 맡았다.